# Conus orbignyi
Conus orbignyi е вид охлюв от семейство Conidae. Видът не е застрашен от изчезване.

## Разпространение и местообитание
Разпространен е в Австралия (Куинсланд), Виетнам, Мадагаскар, Майот, Мозамбик, Нова Каледония, Провинции в КНР, Реюнион, Тайван, Филипини, Южна Африка (Квазулу-Натал) и Япония.
Среща се на дълбочина от 190 до 585 m, при температура на водата от 8,3 до 20 °C и соленост 34,6 – 35,7 ‰.